# Gérard-Paul-Louis-Marie de Milleville
Gérard-Paul-Louis-Marie de Milleville, C.S.Sp. (Londinières, 27 de maio de 1912 - Antony, 12 de janeiro de 2007) foi um prelado da Igreja Católica francês. Foi Arcebispo de Conacri, mas se indispôs com o governo local recém estabelecido, sendo enviado para a Arquidiocese de Fortaleza para ser bispo-auxiliar, mantendo seu título de arcebispo ad personam.

## Biografia
Juntou-se aos espiritanos em 1932, sendo ordenado diácono em 2 de julho de 1939, em Chevilly-Larue e ordenado padre em 26 de agosto do mesmo ano, em Langonnet, para ser enviado como missionário na Guiné.
Durante a Segunda Guerra Mundial, ele se juntou à França Livre e participou da campanha da França contra a Alemanha nazista.
Após o fim da guerra, ele retornou à Guiné e assumiu o cargo de superior dos espiritanos, que manteve até 1953.
Em 8 de maio de 1955, foi nomeado vigário apostólico de Conacri e bispo-titular de Dalisandus in Pamphylia, mas em 14 de setembro do mesmo ano, o vicariato apostólico foi promovido a arquidiocese, assim, foi nomeado arcebispo de Conacri, sendo consagrado em 20 de novembro, em Conacri, por Joseph-Marie-Eugène Martin, arcebispo de Rouen, assistido por Michel-Jules-Joseph-Marie Bernard, C.S.Sp., arcebispo de Brazzaville e por Georges-Henri Guibert, C.S.Sp., bispo-auxiliar de Dakar.
Opondo-se à nacionalização da educação privada na Guiné, Milleville foi expulso do país, exilando-se em Dakar em 1962, resignando à arquidiocese em 10 de março, sendo nessa ocasião nomeado Arcebispo-titular de Gabala.
Mudou-se para Roma, onde ele participou do Concílio Vaticano II.
De 1967 a 1984, foi bispo-auxiliar de Fortaleza, mantendo seu título ad personam e ocupando ao mesmo tempo as funções de administrador apostólico de Basse-Terre entre 29 de janeiro de 1968 e 5 de outubro de 1970.
Retornou para a França, vindo a falecer em 12 de janeiro de 2007, em Antony, Hauts-de-Seine.